# Josef Zimovčák
Josef Zimovčák (* 31. prosince 1956 Příbram) je český manažer a živnostník, cyklista, několikanásobný mistr světa i ČR v jízdě na vysokém kole.

## Život
Narodil se v Příbrami, matka však pocházela z Veselí nad Moravou a rodina se tam vrátila, když byl zhruba v páté třídě. Vyučil se kuchařem a soustružníkem, později vystudoval hotelovou školu v Piešťanech. Po sametové revoluci podnikal několik let v pohostinství, následně se začal živit jako pojišťovací agent.
Dlouhodobě žije ve městě Veselí nad Moravou na Hodonínsku. Má dvě děti.

## Cyklistika
Známý je především jako cyklista na vysokém kole. Na něm jezdí od roku 1972, kdy absolvoval dojezd Závodu míru. Je několikanásobným mistrem světa v jízdě na vysokém kole na 1 míli i na 100 mil. Je rovněž držitelem světového rekordu, když v roce 1996 za 24 hodin ujel na brněnském velodromu 522,25 kilometru. Projel za 28 dnů trasu dlouhou 4 356 km napříč Spojenými státy americkými z Los Angeles do Jacksonvillu, přičemž strávil v sedle vysokého kola celkem 222 hodin a 32 minut.
Na vysokém kole v roce 2005 ujel také celou trasu Tour de France ve stejných denních dávkách jako profesionální závodníci, dále pak trasy závodů Giro d'Italia (2006) a Vuelta a España (2007).
Věnuje se také organizaci charitativní akce „Na kole dětem“ na podporu onkologicky nemocných dětí.
V roce 2005 získal za své aktivity Cenu Jihomoravského kraje v kategorii sport. Ve stejném roce obdržel také Cenu města Veselí nad Moravou za mimořádné sportovní výkony a propagaci města. V březnu 2007 byl oceněn cenou Českého klubu fair play za svůj sportovní postoj, když měl předchozího roku na trase Giro d’Italia doprovodný vůz nehodu, při níž zahynul německý motocyklista, a Zimovčák svou výpravu v předposlední etapě ukončil.

## Politické působení
Ve volbách do Senátu PČR v roce 2016 kandidoval jako nestraník v obvodu č. 79 – Hodonín. Původně zvažoval nabídku od ODS či hnutí STAN, nakonec se rozhodl pro hnutí ANO 2011. Se ziskem 17,77 % hlasů skončil na 3. místě a do druhého kola nepostoupil.